# Eucelatoria luctuosa
Eucelatoria luctuosa là một loài ruồi trong họ Tachinidae.